# أديل كامبريا
أديل كامبريا (ولدت 12 يوليو 1931 في ريجيو كالابريا - توفيت 5 نوفمبر 2015 في روما) صحفية وكاتبة وممثلة إيطالية.

## سيرتها الشخصية

### الدراسة
تخرجت من قسم القانون من جامعة ميسينا، عملت في الصحافة عام 1956 بعد انتقالها إلى روما والتي بقيت فيها حتى وفاتها.

### عملها السياسي
تعد أديل شخصية محورية في الثقافة الإيطالية، قبل وأثناء وبعد حركة 1968 في إيطاليا، جنبا إلى جنب مع كاميلا سيدرينا وأوريانا فالاتشي، كان توجهها السياسي قريب من التوجه اليساري التقدمي، والحزب الرديكالي بقيادة ماركو بانيلا، كما دعمت الحركة النسوية لفترات طويلة، وسجلت تعاونًا مع الصحف والمجلات إضافة إلى نشرها العديد من الكتب.

### المسرح والتمثيل
أسست أديل مسرح لامادالينا في روما مع داسيا ماريني، كما ألفت العديد من الأعمال السردية المسرحية، وكانت تربطها صداقة مع بيير باولو باسوليني وعملت في العديد من أفلامه.

### الصحافة
كان لها عدد من الإسهامات الصحفية، وفي عام 1972 حوكمت بسبب مقال عن اغتيال لويجي كالابريسي وبرئت لاحقًا، واستقالت بعد ذلك من الصحافة لعدم مطابقة آرائها مع الصحف التي كتبت فيها، لتنضم لاحقًا إلى الحزب الإيطالي الإشتراكي.

## روابط خارجية
- أديل كامبريا على موقع IMDb (الإنجليزية)
- أديل كامبريا على موقع ألو سيني (الفرنسية)
- أديل كامبريا على موقع أول موفي (الإنجليزية)
- أديل كامبريا على موقع قاعدة بيانات الأفلام السويدية (السويدية)
- أديل كامبريا على siusa.archivi.beniculturali.it
- أديل كامبريا على enciclopediadelledonne.it
- مقابلات أديل كامبريا على RadioRadicale.it
- أديل كامبريا في قاعدة بيانات الأفلام على الإنترنت